# بوبي داوسون
بوبي داوسون (بالإنجليزية: Bobby Dawson)‏ (31 يناير 1935 في المملكة المتحدة - 1980) هو لاعب كرة قدم بريطاني في مركز الدفاع. لعب مع ليدز يونايتد ونادي غيتزهد ونادي ساوث شيلدز ‏.

## وصلات خارجية
- بوبي داوسون على موقع قاعدة بيانات كرة القدم.إي يو (الإنجليزية)